# Vert-Saint-Denis
Vert-Saint-Denis ist eine französische Gemeinde mit 9057 Einwohnern (Stand 1. Januar 2022) im Département Seine-et-Marne der Region Île-de-France. Sie gehört zum Arrondissement Melun und zum Kanton Savigny-le-Temple (bis 2015: Kanton Le Mée-sur-Seine).
Separate Ortsteile von Vert-Saint-Denis sind Pouilly-le-Fort und Le Petit Jard.

## Bevölkerungsentwicklung
| Jahr      | 1962 | 1968 | 1975 | 1982 | 1990 | 1999 | 2009 |
| Einwohner | 1414 | 2799 | 3896 | 4458 | 7368 | 7493 | 6951 |

## Sehenswürdigkeiten
- Menhir Le Grand Berger
- Kirche Saint-Pierre-Saint-Paul, erbaut im 13. und 16. Jahrhundert (siehe auch: Liste der Monuments historiques in Vert-Saint-Denis)
- Turm Le Petit Jard, erbaut im 14. Jahrhundert
- Burg im Ortsteil Pouilly-le-Fort, erbaut im 14. Jahrhundert
- Waschhaus in Pouilly-le-Fort

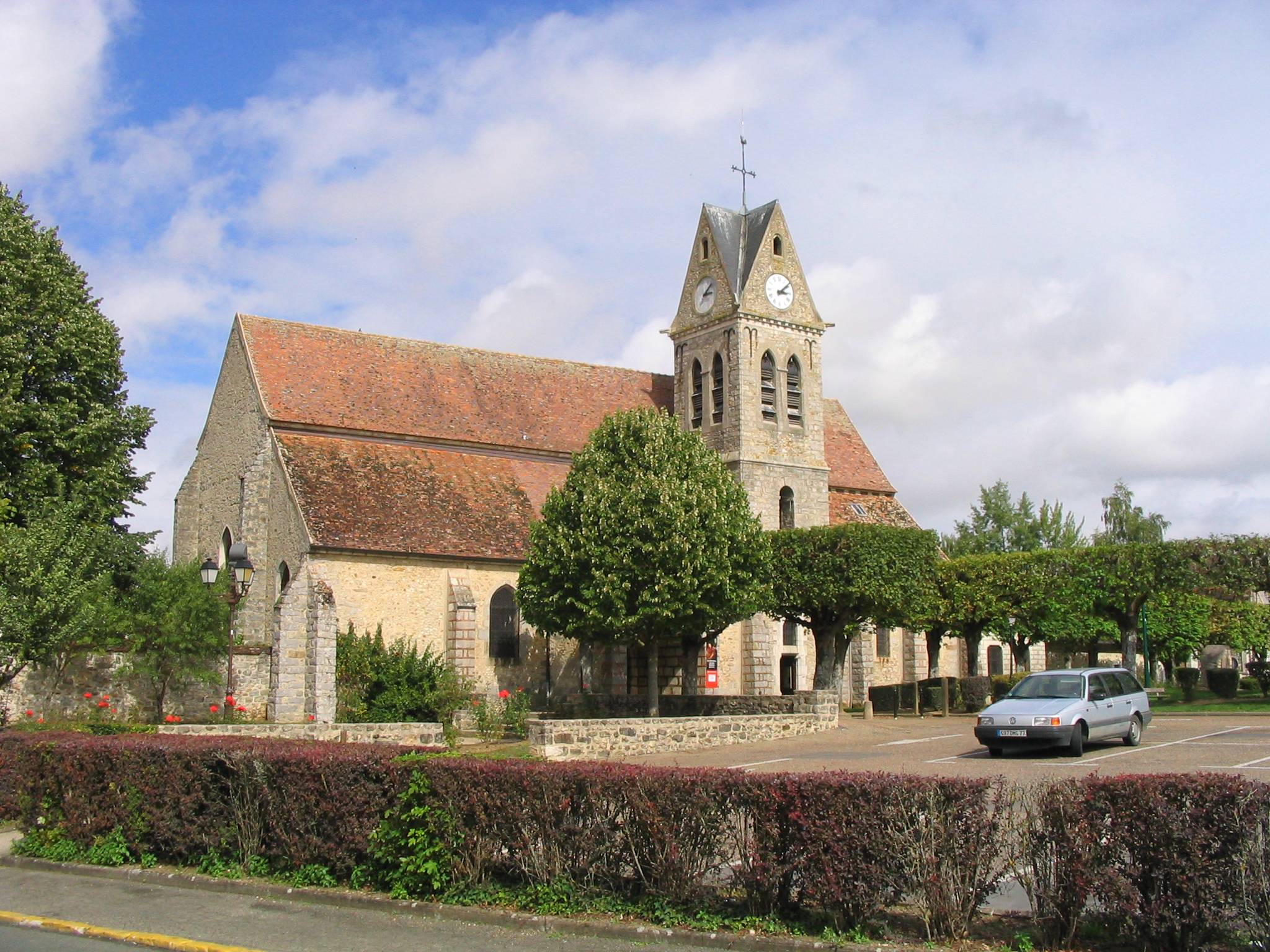
Saint-Pierre-Saint-Paul
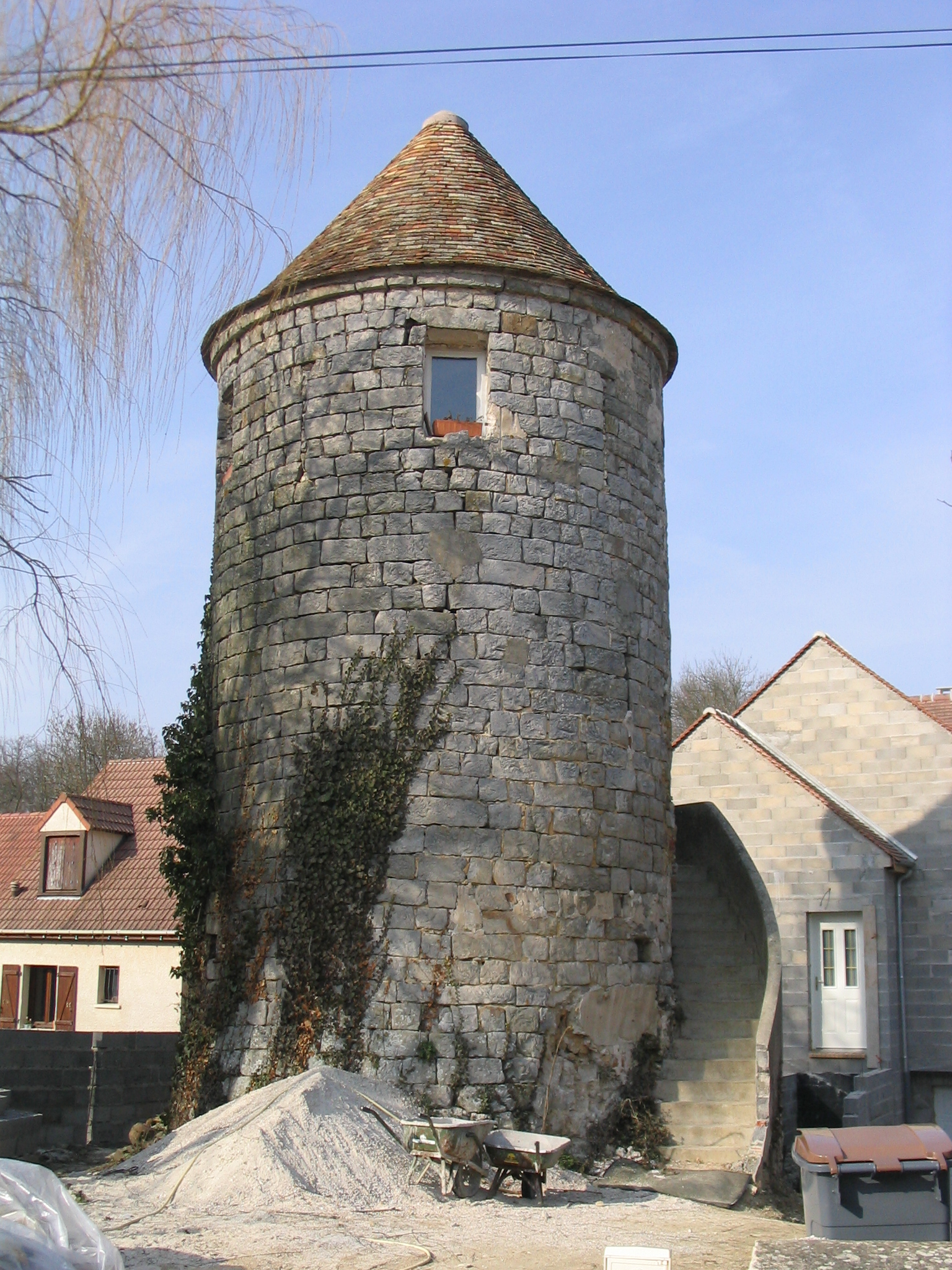
Le Petit Jard